# Їлдирай Баштюрк
Їлдирай Баштюрк (тур. Yıldıray Baştürk, нар. 24 грудня 1978, Герне, Німеччина) — турецький футболіст, півзахисник.

## Клубна кар'єра
У дорослому футболі дебютував 1996 року виступами за команду клубу «Ваттеншайд 09», в якій провів один сезон, взявши участь у 20 матчах чемпіонату.
Своєю грою за цю команду привернув увагу представників тренерського штабу клубу «Бохум», до складу якого приєднався 1997 року. Відіграв за бохумський клуб наступні чотири сезони своєї ігрової кар'єри. Більшість часу, проведеного у складі «Бохума», був основним гравцем команди.
2001 року уклав контракт з клубом «Баєр 04», у складі якого провів наступні три роки своєї кар'єри гравця. Граючи у складі «Баєра» також здебільшого виходив на поле в основному складі команди.
З 2004 року три сезони захищав кольори команди клубу «Герта». Тренерським штабом нового клубу також розглядався як гравець «основи».
З 2007 року два сезони захищав кольори команди клубу «Штутгарт».
Завершив професійну ігрову кар'єру у клубі «Блекберн Роверз», до складу якого приєднався на правах вільного агента у 2010. Провів за англійську команду лише одну гру у чемпіонаті, згодом до її основного складу не залучався і невдовзі вирішив завершити ігрову кар'єру.

## Виступи за збірну
Почавши регулярно залучатися до складу «Бохума», народжений у Німеччині гравець турецького походження отримав запрошення до національної збірної Туреччини і 1998 року дебютував в офіційних матчах у складі головної країни своєї історичної батьківщини. Протягом кар'єри у національній команді, яка тривала 11 років, провів у формі головної команди країни 49 матчів, забивши 2 голи.
У складі збірної був учасником чемпіонату світу 2002 року в Японії і Південній Кореї, на якому команда здобула бронзові нагороди, розіграшу Кубка Конфедерацій 2003 року у Франції.

## Титули і досягнення
- Бронзовий призер чемпіонату світу: 2002